# پاسیلای مرکزی
پاسیلای مرکزی (به فنلاندی: Keski-Pasila) یک منطقهٔ مسکونی در فنلاند است که در هلسینکی واقع شده‌است. پاسیلای مرکزی ۰٫۲۰ کیلومتر مربع مساحت و ۱۳۵ نفر جمعیت دارد.